# 피에르 벵트손
피에르 벵트손(Pierre Bengtsson, 1988년 4월 12일 ~ )은 스웨덴의 전 축구 선수이다. 과거 스웨덴 축구 국가대표팀에서도 활약했으며, 과거 포지션은 레프트 백이었다.

## 수상
노르셸란
- 덴마크 컵 (1): 2009–10

코펜하겐
- 덴마크 수페르리가 (2): 2010–11, 2012–13
- 덴마크 컵 (1): 2011–12